# Northwest Aroostook
Northwest Aroostook (littéralement en français : Nord-Ouest d'Aroostook) est une zone non incorporée (en anglais : unincorporated area) du nord-est des États-Unis située dans le nord de l'Etat du Maine et dans le nord-ouest du comté d'Aroostook le long de la frontière américano-canadienne.

## Géographie

### Localisation
La zone non incorporée est située dans le nord-est des Etats-Unis, au nord de l'Etat du Maine, occupant une zone très peu densément peuplée entre les provinces canadiennes du Québec et du Nouveau-Brunswick.
Avec une superficie de 691 320 hectares, c'est la plus grande entité du comté et du Maine. En comparaison, les trois plus grandes entités après Northwest Aroostook dans le comté sont Central Aroostook, Square Lake et South Aroostook s'étendant respectivement sur 146 870 hectares, 107 330 hectares et 95 440 hectares.
La zone non incorporée est même plus grande que l'un des Etats des Etats-Unis, celui du Rhode Island, et est aussi grand que le département français des Alpes-de-Haute-Provence.

#### Entités limitrophes
La zone non incorporée est limitrophe de plusieurs entités de la province canadienne du Québec ; du sud-ouest au nord-est : Saint-Just-de-Bretenières, Lac-Frontière, Saint-Adalbert, Saint-Pamphile, Saint-Omer, Petit-Lac-Sainte-Anne, Mont-Carmel, Picard, Saint-Athanase et Pohénégamook. De l'ouest à l'est : Rivière-Bleue.
Avec la province canadienne du Nouveau-Brunswick, elle est limitrophe de la paroisse de Saint-François.
Dans l'Etat du Maine, la zone non incorporée est limitrophe des entités suivantes ; dans le comté Aroostook : Saint Francis, Allagash, Saint John Plantation, Wallagrass (quadripoint), Eagle Lake, Winterville Plantation, Square Lake, Portage Lake, Nashville Plantation, Garfield Plantation, Ashland (quadripoint), Masardis, Swett Farm Township et Oxbow North Township.
Au sud, elle est limitrophe des comtés de Penobscot et de Piscataquis ; dans ce dernier, elle est limitrophe des deux entités suivantes : Northeast Piscataquis et Northwest Piscataquis.
Enfin, elle est limitrophe de Big Ten Township dans le comté de Somerset.

### Zones
La zone non incorporée est divisée en différentes zones non organisées, prenant souvent la forme d'un quadrilatère. Si certaines possèdent un nom, d'autres suivent une formulation bien précise : T suivit d'un nombre puis R suivit également d'un nombre et les lettres WELS.
Du nord au sud et d'ouest en est :
- Big Twenty Township (en), T19 R12 WELS, T19 R11 WELS
- T18 R13 WELS, T18 R12 WELS, T18 R11 WELS, T18 R10 WELS
- T17 R14 WELS, T17 R13 WELS, T17 R12 WELS
- T16 R14 WELS, T16 R13 WELS, T16 R12 WELS, T16 R8 WELS
- T15 R15 WELS, T15 R14 WELS, T15 R13 WELS, T15 R12 WELS, T15 R11 WELS, T15 R10 WELS, T15 R9 WELS (correspond à Deboullie Public Land), T15 R8 WELS
- T14 R16 WELS, T14 R15 WELS, T14 R14 WELS, T14 R13 WELS, T14 R12 WELS, T14 R11 WELS, T14 R10 WELS, T14 R9 WELS, T14 R8 WELS, T14 R7 WELS (à l'exception de la partie située au nord-est de la Fish River), T14 R6 WELS (la partie située à l'ouest de la Fish River)
- T13 R16 WELS, T13 R15 WELS, T13 R14 WELS, T13 R13 WELS, T13 R12 WELS, T13 R11 WELS, T13 R10 WELS, T13 R9 WELS, T13 R8 WELS, T13 R7 WELS
- T12 R17 WELS, T12 R16 WELS, T12 R15 WELS, T12 R14 WELS, T12 R13 WELS, T12 R12 WELS, T12 R11 WELS, T12 R10 WELS, T12 R9 WELS, T12 R8 WELS, T12 R7 WELS
- Powers Gore, T11 R16 WELS, T11 R15 WELS, Clayton Lake Township (en), T11 R13 WELS, T11 R12 WELS, T11 R11 WELS, T11 R10 WELS, T11 R9 WELS, T11 R8 WELS, T11 R7 WELS
- T10 R8 WELS, T10 R7 WELS, T10 R6 WELS
- T9 R8 WELS, T9 R7 WELS,

### Géologie et relief
| Nom                     | Hauteur en mètre | Localisation                                                                | Zone                                |
| ----------------------- | ---------------- | --------------------------------------------------------------------------- | ----------------------------------- |
| Hafey Mountain          | 528              | Source de l'Oxbow Brook                                                     | T18 R11 WELS                        |
| Boat Landing Mountain   | 348              | Confluence de l'Hafey Brook et de Little Black River                        | T18 R12 WELS                        |
| Rocky Mountain          | 612              | A droite de la source de Whitney Brook                                      | T18 R12 WELS                        |
| Black Mountain          | 581              | Deboullie Public Land, au nord de Deboullie Pond et à l'ouest de Black Pond | T15 R9 WELS (Deboullie Public Land) |
| Deboullie Mountain      | 590              | Deboullie Public Land, au nord de Gardner Pond et de Deboullie Pond         | T15 R9 WELS (Deboullie Public Land) |
| Whitman Mountain        | 544              | Deboullie Public Land, au nord de Upper Pond et à l'ouest de Island Pond    | T15 R9 WELS (Deboullie Public Land) |
| Gardner Mountain        | 532              | Deboullie Public Land, entre Gardner Pond et Tague Pond                     | T15 R9 WELS (Deboullie Public Land) |
| Depot Mountain          | 456              | Le long de Depot Stream                                                     | T14 R16 WELS                        |
| Musquacook Mountain     | 432              | Le long de la Savage Brook                                                  | T14 R12 WELS                        |
| Round Pond Mountain     | 459              | Au nord de Round Pond, le long de l'Allagash River                          | T13 R12 WELS                        |
| Grey Brook Mountain     | 424              | Entre Chemquasabamticook Stream et Grey Brook                               | T11 R13 WELS                        |
| Squirrel Mountain       | 412              | A l'ouest de Umsaskis Lake (en) (Allagash River)                            | T11 R13 WELS                        |
| Shepherd Brook Mountain | 543              | Entre McCluskey Brook et Searway Brook                                      | T12 R12 WELS                        |
| Glazier Brook Mountain  | 482              | Source du North Branch Glazier Brook                                        | T11 R12 WELS                        |
| Rocky Brook Mountains   | 550              | Au sud de l'Horseshoe Pond                                                  | T11 R10 WELS                        |
| Chandler Mountain       | 576              | Au nord de Chandler Lake                                                    | T9 R8 WELS                          |
| Center Mountain         | 488              | Au sud de Center Pond                                                       | T10 R8 WELS                         |
| Spectacle Mountain      | 502              | A l'ouest de Spectacle Pond                                                 | T10 R8 WELS                         |
| Peaked Mountain         | 674              | A la pointe nord-est du comté de Piscataquis                                | T10 R8 WELS                         |
| Middle Mountain         | 577              | Entre Lovejoy Brook, Weeks Pond et Peaked Mountain                          | T11 R8 WELS                         |
| Round Mountain          | 652              | Au sud de Round Mountain Pond                                               | T11 R8 WELS                         |
| Jack Mountain           | 424              | Au sud de Weeks Brook                                                       | T11 R8 WELS                         |
| Horse Mountain          | 438              | A l'Est de Machias River (en) et de McKeen Crossing                         | T11 R8 WELS                         |
| Orcutt Mountain         | 436              | Au sud de Realty Road, entre Machias River et Greenlaw Stream               | T11 R7 WELS                         |
| Greenlaw Mountain       | 419              | Au sud de la source de Moosehorn Stream                                     | T12 R7 WELS                         |
| Bull Hill               | 480              | Entre Big Machias Lake et Greenlaw Pond                                     | T12 R8 WELS                         |
| Bald Mountain           | 361              | Entre Clayton Lake et Greenlaw Pond                                         | T12 R8 WELS                         |
| Bishop Mountain         | 363              | Au sud-ouest de Carr Pond                                                   | T13 R8 WELS                         |
| Carr Pond Mountain      | 432              | Au sud-est de Carr Pond                                                     | T13 R8 WELS                         |
| Ferguson Mountain       | 251              | Au nord de Fish River (en)                                                  | T14 R7 WELS                         |

### Hydrographie
| Nom                    | Zones traversées | Image |
| ---------------------- | --- | ----- |
| Allagash River         | T11 R13 WELS, T12 R13 WELS, T13 R13 WELS, T13 R12 WELS, T14 R12 WELS, T14 R11 WELS, T15 R11 WELS, T15 R10 WELS                                                        |       |
| Aroostook River        | T9 R8 WELS, T9 R7 WELS, |       |
| Big Brook              | T14 R10 WELS |       |
| Grande rivière Noire   | T14 R16 WELS, T14 R15 WELS, T15 R15 WELS, T14 R14 WELS, T15 R14 WELS, T15 R13 WELS                                                                                    |       |
| Little Black River     | T19 R12 WELS, T18 R13 WELS, T18 R12 WELS, |       |
| Daaquam River          | Powers Gore |       |
| Depot Stream           | T13 R16 WELS, T14 R16 WELS, T13 R15 WELS, T14 R15 WELS |       |
| Fish River (en)        | T13 R8 WELS, T14 R8 WELS, T14 R7 WELS, T14 R6 WELS |       |
| Machias River (en)     | T12 R8 WELS, T11 R8 WELS, T11 R7 WELS, T10 R7 WELS |       |
| Red River (en)         | T15 R9 WELS (Deboullie Public Land), T15 R8 WELS, T14 R8 WELS |       |
| Rivière Saint-François | Big Twenty Township, T19 R11 WELS, T18 R10 WELS |       |
| Fleuve Saint-Jean      | Powers Gore, T11 R16 WELS, T12 R16 WELS, T12 R15 WELS, T13 R15 WELS, T13 R14 WELS, T14 R14 WELS, T14 R13 WELS, T15 R13 WELS, T16 R13 WELS, T16 R12 WELS, T18 R10 WELS |       |

| Nom                 | Zones                             | Profondeur en mètre | Image |
| ------------------- | --------------------------------- | ------------------- | ----- |
| Jones Pond          | Big Twenty Township               | 34                  |       |
| Le Beau Lac         | Big Twenty Township, T19 R11 WELS | 165                 |       |
| Rideout Pond        | T19 R12 WELS                      | 48                  |       |
| Hafey Pond          | T18 R11 WELS                      | 16                  |       |
| Cross Lake          | T18 R10 WELS                      | -                   |       |
| Glazier Lake        | T18 R10 WELS                      | 114                 |       |
| Sowish Lake         | T18 R10 WELS                      | 6                   |       |
| Falls Pond          | T18 R10 WELS                      | 7                   |       |
| Fox Pond            | T17 R12 WELS                      | 6                   |       |
| Lac de l'Est        | T17 R14 WELS                      | 100                 |       |
| Little East Lake    | T17 R14 WELS                      | 5                   |       |
| Two Mile Pond       | T16 R14 WELS, T16 R13 WELS        | 6                   |       |
| Bruleau Pond        | T14 R15 WELS                      | -                   |       |
| Charles Pond        | T14 R15 WELS                      | 5                   |       |
| Blood Lake          | T14 R16 WELS                      | -                   |       |
| White Pond          | T13 R15 WELS                      | -                   |       |
| Houlton Pond        | T13 R16 WELS, T13 R15 WELS        | -                   |       |
| Linscott Pond       | T13 R16 WELS                      | -                   |       |
| Cunliffe Pond       | T13 R16 WELS                      | -                   |       |
| Depot Lake          | T13 R16 WELS                      | 9                   |       |
| Presley Lake        | T12 R17 WELS                      | 5                   |       |
| Mud Pond            | T12 R17 WELS                      | -                   |       |
| Little Presley Lake | T12 R17 WELS                      | -                   |       |
| Burntland Pond      | T12 R17 WELS                      | -                   |       |
| Beaver Pond         | T12 R17 WELS                      | -                   |       |
| Round Pond          | T13 R12 WELS                      | 35                  |       |
| Ugh Lake            | T12 R14 WELS                      | 7                   |       |
| Ed Jones Pond       | T12 R15 WELS                      | -                   |       |
| Clayton Lake        | Clayton Lake Township             | 7                   |       |
| Cunliffe Lake       | T12 R13 WELS                      | 20                  |       |
| Grey Pond           | T12 R13 WELS                      | 6                   |       |
| Harvey Pond         | T12 R13 WELS                      | 32                  |       |
| Long Lake           | T12 R13 WELS, T11 R13 WELS        | 46                  |       |
| The Thoroughfare    | T11 R13 WELS                      | 17                  |       |
| Umsaskis Lake       | T11 R13 WELS                      | 58                  |       |